# Sächsische VII T (Bauart Hartmann)
Als Gattung VII T bezeichneten die Königlich Sächsischen Staatseisenbahnen zweifachgekuppelte Tenderlokomotiven für den Sekundärbahnverkehr. Die Deutsche Reichsbahn ordnete die Lokomotiven 1925 in die Baureihe 98.70 ein.

## Geschichte

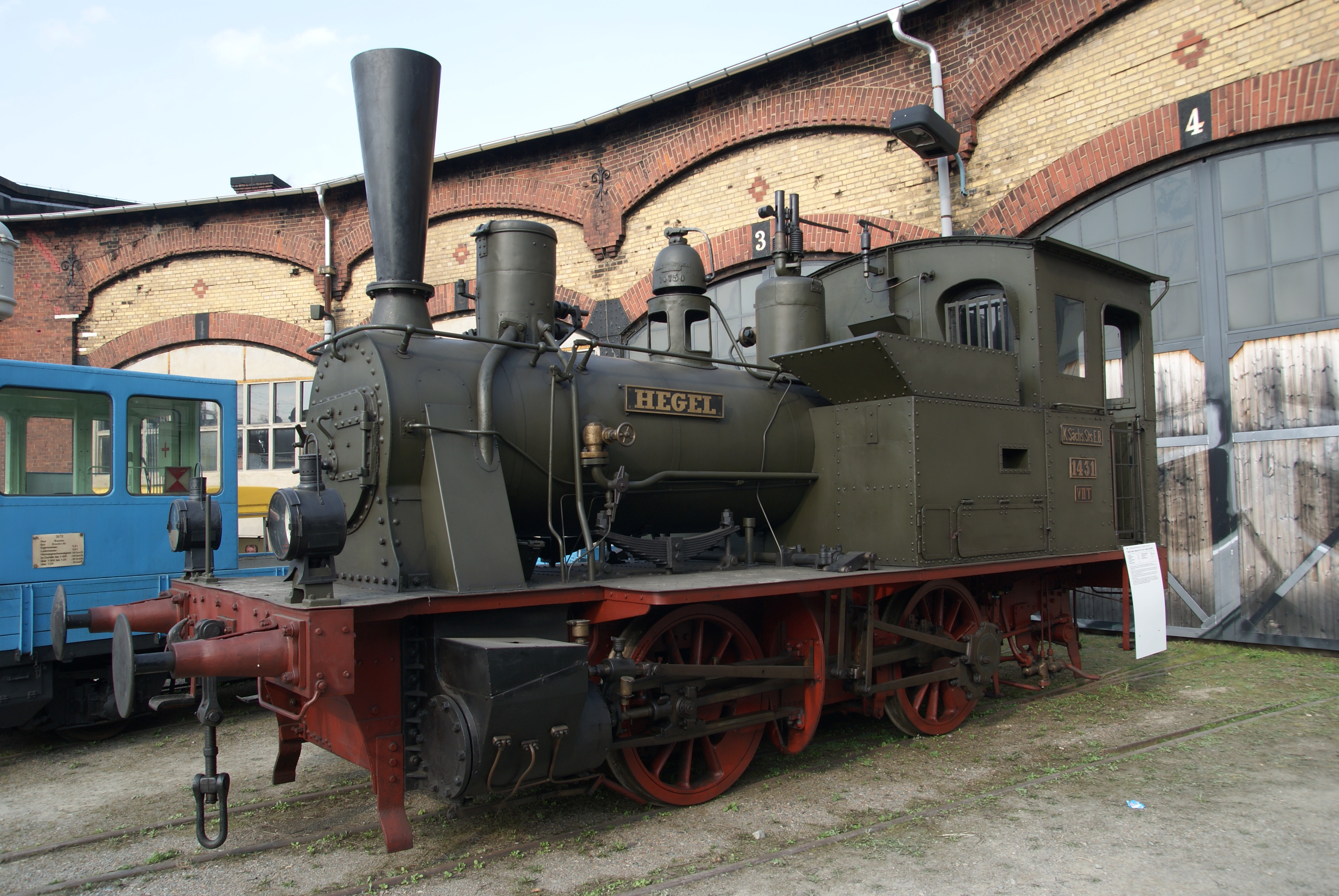
1431 HEGEL beim Dresdener Dampflokfest (2011)

In der Gattung VII T wurden von den Königlich Sächsischen Staatseisenbahnen alle laufachslosen zweifachgekuppelten Tenderlokomotiven eingeordnet. Neben etlichen Lokomotiven, die von verstaatlichten Bahngesellschaften kamen, waren dort auch 43 selbst beschaffte Fahrzeuge enthalten.
42 weitgehend baugleiche Lokomotiven wurden in den Jahren 1882 bis 1894 von der Sächsischen Maschinenfabrik vormals Richard Hartmann in Chemnitz geliefert. Zunächst erhielten sie das Gattungszeichen H VII T, ab 1896 nur noch VII T.
Gemeinsam war den verschiedenen Lieferserien der Treibraddurchmesser von 1130 mm und der Achsstand von 2200 mm. Auch die Länge und die Höhe der Kesselmitte über der Schienenoberkante war bei allen Lieferungen gleich. Die Lokomotiven der letzten beiden Bauserien trugen einen Dampfdom, während die älteren lediglich einen Regleraufsatz hatten.
Die Deutsche Reichsbahn übernahm 1925 noch insgesamt 29 Lokomotiven. Fünf davon stammten aus den Jahren 1882/83 (98 7051 – 98 7055), elf aus dem Jahr 1886 (98 7056 – 98 7066), neun aus dem Jahr 1890 (Nr. 98 7067 – 98 7075) und vier aus dem Jahr 1894 (98 7076 – 98 7079).
Die 98 7069 wurde 1931 Werklok im RAW Chemnitz und wurde 1951 als 98 7051 wieder in den Bestand der Deutschen Reichsbahn eingegliedert. Sie ist erst 1967 ausgemustert worden. Auch die 98 7065 und 98 7066 waren noch bis 1966 im Einsatz.
Die Lokomotive mit der Nummer 98 7056 (ehemalige 46 / 1431 HEGEL) ist erhalten geblieben. Sie gehörte bis 1964 zum Bahnbetriebswerk Dresden-Altstadt und wurde dann dem Verkehrsmuseum Dresden übergeben. Sie war lange Jahre Bestandteil der Dauerausstellung, war danach im Museumsdepot im ehemaligen Bw Dresden-Altstadt hinterstellt und wurde vom Eisenbahnmuseum Bw Dresden-Altstadt betreut. Am 25. Januar 2024 wurde sie zum Schauplatz Eisenbahn nach Chemnitz-Hilbersdorf überführt. Sie kann hier im Rundhaus I des früheren Bw Chemnitz-Hilbersdorf besichtigt werden und wird von den Mitgliedern des Sächsischen Eisenbahnmuseums e. V. gepflegt.

## H VII T (98 7031)
| VII T 1417 DR 98 7031        | VII T 1417 DR 98 7031        |
| Abweichende technische Daten | Abweichende technische Daten |
| ---------------------------- | ---------------------------- |
| Anzahl                       | 1                            |
| Indienststellung             | 1889                         |
| Ausmusterung                 | 1927                         |
| Länge über Puffer            | 7.160 mm                     |
| Ø Treibrad                   | 1.220 mm                     |
| Höchstgeschwindigkeit        | 45 km/h                      |
| Lokreibungslast              | 213,9 kN                     |
| Lokdienstlast                | 213,9 kN                     |

Eine weitere 1889 von der Sächsischen Maschinenfabrik gebaute Lokomotive mit der Betriebsnummer 1417 unterschied sich von den anderen H VII T durch einen größeren Achsstand (2500 mm), größere Kuppelräder und eine um 5 km/h größere Höchstgeschwindigkeit. Außerdem hatte sie ein geringeres Gesamtgewicht.

Die Lokomotive kam 1925 als 98 7031 noch zur Deutschen Reichsbahn. Bis 1927 war sie als Schuppenlok im Bw Leipzig Hbf im Einsatz.